# Њ
Њ, њ («нє», серб. ње, nje) — кирилична літера, 17-та літера сербської та 18-та літера македонської кириличних абеток. Позначає твердопіднебінний носовий приголосний [ɲ], наближений до м'якого [н']. Сама літера є лігатурою Н та Ь, яку запропонував Вук Караджич у своїй граматиці «Писменица сербскога їезика по говору простога народа» (Відень, 1814 [репринт: Краљево: ГИРО «Слово», 1984]). На думку Караджича, сербська літера «дерв» (Ћ) є поєднанням Т і Ь, тож він за цим зразком створив літери Њ та Љ. Щоправда, лігатури Њ та Љ траплялися й раніше, але не як окремі літери.
В македонську абетку цю літеру (як і деякі інші) було введено 4 грудня 1944 року за результатами голосування членів «філологічної комісії зі встановлення македонської абетки та македонської літературної мови» (9 голосів «за», 2 голоси «проти»).
Існування особливих літер саме для Љ та Њ не випадкове: в південнослов'янських мовах з давніх часів лише деякі приголосні могли бути м'якими (або твердими). Найчастіше «змінна м'якість» була властива саме Л та Н. В давнину цю м'якість передавали або дужкою над літерою, або гачком справа зверху (що утворювало символи, схожі на поєднання ЛГ / НГ), або (згодом, в босанчиці) диграфами на романський лад: ЋЛ і ЋН (чи навіть ѢЛ та ѢН).

## Неслов'янські мови
Літеру Њ використовують також у сучасних кириличних абетках ітельменської та удегейської мов.

## Таблиця кодів
| Кодування            | Реєстр | Десятковий код | 16-ковий код | Вісімковий код | Двійковий код     |
| -------------------- | ------ | -------------- | ------------ | -------------- | ----------------- |
| Юнікод               | Велика | 1034           | 040A         | 002012         | 00000100 00001010 |
| Юнікод               | Мала   | 1114           | 045A         | 002132         | 00000100 01011010 |
| ISO 8859-5           | Велика | 170            | AA           | 252            | 10101010          |
| ISO 8859-5           | Мала   | 250            | FA           | 372            | 11111010          |
| KOI-8 (деякі версії) | Велика | 186            | BA           | 272            | 10111010          |
| KOI-8 (деякі версії) | Мала   | 170            | AA           | 252            | 10101010          |
| Windows-1251         | Велика | 140            | 8C           | 214            | 10001100          |
| Windows-1251         | Мала   | 156            | 9C           | 234            | 10011100          |

В HTML велику літеру Њ можна записати як &#1034; або &#x40A;, а малу њ — як &#1114; або &#x45A;